# Imbrasia dionysiae
Imbrasia dionysiae är en fjärilsart som beskrevs av Pierre Claude Rougeot 1948. Imbrasia dionysiae ingår i släktet Imbrasia och familjen påfågelsspinnare. Inga underarter finns listade i Catalogue of Life.